# San Nicandro Garganico
San Nicandro Garganico város (közigazgatásilag comune) Olaszország Puglia régiójában, Foggia megyében.

## Fekvése
A Gargano-hegység északi részén fekszik, a Lesina-tótól délkeletre. 

## Története
Első említése Castrum Sancti Nicandri néven 1095-ből származik. Eredetileg egy katonai előörs volt Apricena védelmére. A későbbiekben nemesi családok birtoka volt, önálló községgé a 19. század elején vált, amikor a Nápolyi Királyságban felszámolták a feudalizmust. 

## Népessége
A lakosság számának alakulása:

## Főbb látnivalói
- Santa Maria del Borgo-templom
- San Giorgio-templom
- Helytörténeti múzeum